# Ctenogobius smaragdus
Ctenogobius smaragdus es una especie de peces de la familia de los Gobiidae en el orden de los Perciformes.

## Morfología
Los machos pueden llegar a alcanzar los 15 cm de longitud total.

## Hábitat
Es un pez de clima tropical  demersal.

## Distribución geográfica
Se encuentra en el Atlántico occidental: desde Carolina del Sur (los Estados Unidos) hasta Pernambuco (el Brasil). Está ausente de las Indias Occidentales, salvo Cuba.

## Observaciones
Es inofensivo para los humanos.